# کیموتریپسین
کیموتریپسین (Chymotrypsin)، آنزیمی است پروتئینی که از سلولهای لوزالمعده به صورت پروآنزیم ترشح می‌شود و به هضم پروتئینها کمک می‌کند.

## اثرات گوارشی
این آنزیم یک اندوپپتیداز است لذا پروتئینها را از وسط به پلی پپتیدها تجزیه می‌کند. کیموتریپسین به دو فرم A و B وجود دارد. کیموتریپسین به ویژه پیوندهای تیروزین، تریپتوفان و فنیل آلانین را می‌شکند. این آنزیم از پانکراس به ویژه بر اثر تحریک کوله سیستوکینین ترشح و در دئودنوم فعال می‌شود.

## کیموتریپسینوژن
چون کیموتریپسین در فرم فعال می‌تواند سلولهای لوزالمعده را نیز تخریب کند لذا در داخل این سلولها به شکل غیرفعال کیموتریپسینوژن نگهداری می‌شود. پس از ترشح در دئودنوم توسط تریپسین (که قبلاً توسط انتروکیناز فعال شده است) تجزیه و فرم فعال آن کیموتریپسین است.

## ایزوآنزیم
| کیموتریپسینوژن بی۱   | کیموتریپسینوژن بی۱ |
| شناساگرها            | شناساگرها          |
| -------------------- | ------------------ |
| نماد                 | CTRB1              |
| آنتره                | ۱۵۰۴               |
| HUGO                 | ۲۵۲۱               |
| میراث مندلی در انسان | ۱۱۸۸۹۰             |
| RefSeq               | NM_001906          |
| یونی‌پروت             | P17538             |
| اطلاعات دیگر         |                    |
| شمارهٔ EC             | ۳٫۳٫۲۱٫۱           |
| جایگاه               | Chr. 16 q۲۳٫۱      |

| کیموتریپسینوژن بی۲ | کیموتریپسینوژن بی۲ |
| شناساگرها          | شناساگرها          |
| ------------------ | ------------------ |
| نماد               | CTRB2              |
| آنتره              | ۴۴۰۳۸۷             |
| HUGO               | ۲۵۲۲               |
| RefSeq             | NM_001025200       |
| یونی‌پروت           | Q6GPI1             |
| اطلاعات دیگر       |                    |
| شمارهٔ EC           | ۳٫۳٫۲۱٫۱           |
| جایگاه             | Chr. 16 q۲۲٫۳      |

| کیموتریپسین سی       | کیموتریپسین سی |
| شناساگرها            | شناساگرها      |
| -------------------- | -------------- |
| نماد                 | CTRC           |
| آنتره                | ۱۱۳۳۰          |
| HUGO                 | ۲۵۲۳           |
| میراث مندلی در انسان | ۶۰۱۴۰۵         |
| RefSeq               | NM_007272      |
| یونی‌پروت             | Q99895         |
| اطلاعات دیگر         |                |
| شمارهٔ EC             | ۳٫۳٫۲۱٫۲       |
| جایگاه               | Chr. 1 p۳۶٫۲۱  |